# Vin Délimité de Qualité Supérieure
Vin Délimité de Qualité Supérieure (Wijngebied van Superieure Kwaliteit) – afgekort VDQS – was een Franse term in een systeem voor de rangschikking van kwaliteit voor wijn. Deze categorie werd in 1949 gecreëerd om de leegte op te vullen tussen de vin de pays (VDP) en de AOC-wijnen. Het was een tussenstap naar de volledige AOC-status, en hierbij ging het niet zoals bij de VDP om regio's, maar om lokaal vastgestelde gebieden. VDQS-wijnen waren onderworpen aan voorschriften en kwaliteitscontroles van het Office National Interprofessionel des Vins.
Door talrijke promoties van gebieden tot AOC was het belang van de VDQS al langer tijd sterk afgenomen. Toen eind 2007 besloten werd tot opheffing ervan in het kader van de nieuwe Europese etiketteringsvoorschriften, waren er nog maar 19 van over. Ze konden opteren voor de status van indication géographique protégée (IGP, opvolger van VDP) of AOC. Slechts één wijn opteerde voor de IGP-status, de overige werden AOC's. De term VDQS is met ingang van 31 december 2011 volledig afgeschaft.